# Лісвілл (Огайо)
Лісвілл (англ. Leesville) — селище (англ. village) в США, в окрузі Керролл штату Огайо. Населення — 127 осіб (2020).

## Географія
Лісвілл розташований за координатами 40°27′7″ пн. ш. 81°12′34″ зх. д. / 40.45194° пн. ш. 81.20944° зх. д. (40.452057, -81.209580).  За даними Бюро перепису населення США в 2010 році селище мало площу 0,66 км², уся площа — суходіл.

## Демографія
Згідно з переписом 2010 року, у селищі мешкало 158 осіб у 66 домогосподарствах у складі 49 родин. Густота населення становила 238 осіб/км².  Було 78 помешкань (117/км²).
Расовий склад населення:
| - 97,5 % — білих |

До двох чи більше рас належало 2,5 %. Частка іспаномовних становила 0,0 % від усіх жителів.
За віковим діапазоном населення розподілялося таким чином: 19,6 % — особи молодші 18 років, 54,5 % — особи у віці 18—64 років, 25,9 % — особи у віці 65 років та старші. Медіана віку мешканця становила 46,3 року. На 100 осіб жіночої статі у селищі припадало 92,7 чоловіків;  на 100 жінок у віці від 18 років та старших — 98,4 чоловіків також старших 18 років.
Середній дохід на одне домашнє господарство  становив 50 678 доларів США (медіана — 41 250), а середній дохід на одну сім'ю — 56 118 доларів (медіана — 51 406). За межею бідності перебувало 7,1 % осіб, у тому числі 0,0 % дітей у віці до 18 років та 0,0 % осіб у віці 65 років та старших.
Цивільне працевлаштоване населення становило 73 особи. Основні галузі зайнятості: виробництво — 27,4 %, освіта, охорона здоров'я та соціальна допомога — 23,3 %, транспорт — 9,6 %, інформація — 9,6 %.